# Laodamante (hijo de Alcinoo)
En la Odisea, Laodamante (Λαοδάμας) es un hijo de Alcinoo y Arete. Alcinoo ofreció a Odiseo la silla de Laodamante. En la Odisea se habla también de Laodamante como el más agraciado de los feacios, y como el mejor púgil en los juegos celebrados en honor de Odiseo. Junto con sus hermanos Halio y Clitoneo, fue el vencedor en la competición de carrera a pie. También es hermano de Nausícaa.